# ۱۱۱۵ (قمری)
۱۱۱۵ (قمری)، هزار و صد و پانزدهمین سال در گاهشماری هجری قمری است. اول محرم این سال برابر با هفدهم مه سال ۱۷۰۳ میلادی است.